# Böllingetorpagölen
Böllingetorpagölen är en sjö i Sävsjö kommun i Småland och ingår i Lagans huvudavrinningsområde. Sjön är 4,5 meter djup, har en yta på 0,033 kvadratkilometer och är belägen 216 meter över havet.